# Les Souillés de fond de cale

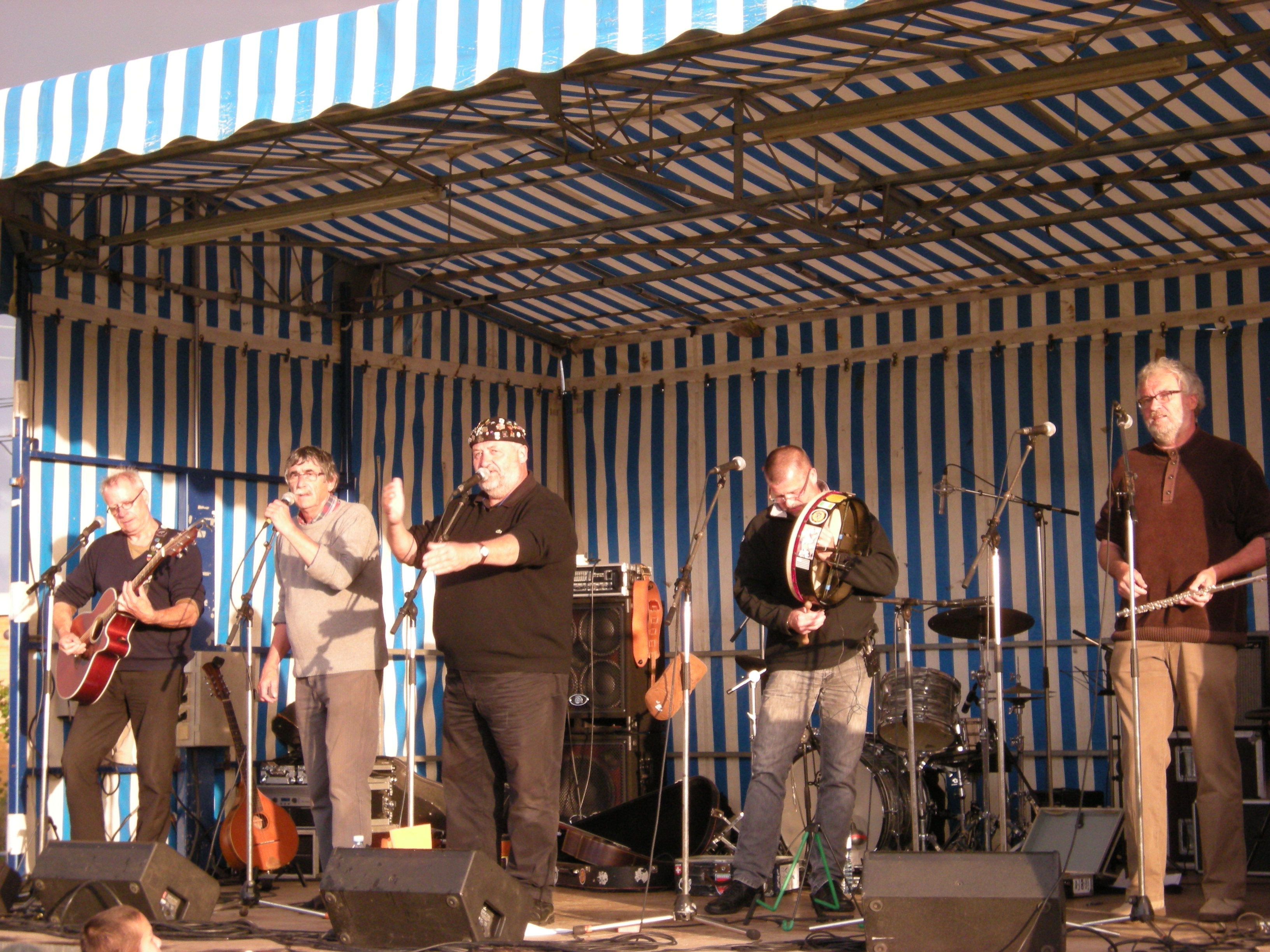
Les Souillés de fond de cale à la Fête de la musique de Plounez en 2012

Les Souillés de fond de cale est un groupe de cinq musiciens et chanteurs originaires des Côtes-d'Armor, spécialisé dans les chants de marins. Le nom était donné à certains marins logés à fond de cale après leurs travaux sur le voilier afin de ne pas être en contact avec les autres membres d’équipage. Ce groupe est composé de 5 chanteurs : Jean-Pierre Trillet, Michel Magne, Philippe Noirel, Gilles Pagny et Alain Jezequel[réf. souhaitée].

## Historique
Le groupe a démarré en 1991 lors du festival du chant de marin de Paimpol. Après avoir interprété des chants traditionnels, ils ont, au fil des années, composé leurs chansons, tout en continuant le collectage. Le répertoire est basé sur des chants de marins mais aussi des mélodies.
Ils se sont produits en France mais aussi en Islande, Estonie, Italie, Angleterre, Pays-Bas, Allemagne, Irlande, Écosse, Belgique, Suisse, Québec...
Depuis 2009, ils se produisent également avec le Bagad Spered An Avel de Plouha, avec qui ils ont enregistré en 2011 l'album « Kejadenn-Rencontre » (Coop Breizh). Le groupe a fêté ses 20 ans sur la grande scène du festival de Paimpol le 13 août 2011 avec de nombreux invités.

## Discographie
- 2014 : Retour au port
- 2011 : Kejadenn-Rencontre (Coop Breizh)
- 2007 : L’échappée belle (Coop Breizh)
- 2003 : 12 ans d’âge (Coop Breizh)
- 2000 : L’Esprit de la morue (Coop Breizh)
- 1997 : Chez Gaud

## Participations
- 1997 : International Shantyfestival Workum ; P-B (Windrose Music)
- 1997 : Chants de Marins en Fête ; Paimpol (Le chasse-marée)
- 1998 : Chansons de Bord ; Saint Gilles Croix De Vie (Le chasse-marée)
- 1999 : Chants de Marins en Fête ; Paimpol (Le chasse-marée)
- 2002 : Paide Shanty 2000 ; Tallinn, Estonie (Le chasse-marée)
- 2003 : Anthologie, vol. 1 (Coop Breizh)
- 2004 : Chants de marins d’hier et de toujours (MDContact-Bruxelles)
- 2005 : Anthologie, vol. 2 (Coop Breizh)
- 2009 : Airs emblématiques du monde celtique, vol.1 (Coop Breizh)
- 2010 : Bretagne, musique traditionnelle (MDContact-Bruxelles)